# Brygada AL im. Tadeusza Kościuszki
Brygada Armii Ludowej im. Tadeusza Kościuszki – jeden z oddziałów partyzanckich Armii Ludowej.
Istniała od 27 maja do 24 lipca 1944 roku. W dniach 3-4.07.1944 walczyła przeciw 2-3 batalionami niemieckimi w bitwie w lasach kozłowieckich - operacji "Sauhatz" (partyzantom udało się wyjść z okrążenia). Partyzanci brali też udział w wysadzaniu niemieckich transportów i torów. Szczególnie żywą działalność operacyjną prowadzili podczas wycofywania się Niemców.
Część brygady po 4 lipca 1944 r. przeszła w lasy parczewskie, gdzie walczyła z niemiecką obławą biorąca udział w operacji "Wirbelsturm"(15-21.07.1944).

## Obsada personalna
- dowódca brygady — mjr Czesław Klim[2].
- zastępca dowódcy ds. politycznych — por. Hipolit Duljasz
- zastępca dowódcy ds. liniowych — por. Edmund Niedźwiecki
- szef sztabu — NN
- lekarz brygady kpt. Aleksander Masław
- instruktor minerski — ppor. Lucyna Herc
- dowódca 1 batalionu – por. Zygmunt Stadnicki
- dowódca 2 batalionu – por. Jan Piątek[3].

Latem 1944 liczyła około 200 partyzantów. Wśród nich było 98 skoczków (w tym też weteranów z oddziałów polsko-radzieckich na Polesiu i Wołyniu) z Polskiego Samodzielnego Batalionowi Specjalnego, podporządkowanemu Polskiemu Sztabowi Partyzanckiemu, a także ok. 100 żołnierzy AL z okolic Parczewa. Od 27 maja do 16 lipca 1944 r. brygada otrzymała ze zrzutów 471 pojemników z bronią, amunicją i innym sprzętem wojskowym.